# ميلوس تاموتاجيفاس
ميلوس تاموتاجيفاس (بالصربية: Милош Тимотијевић)‏ هو ممثل صربي، ولد في 9 مارس 1975 ببلغراد في صربيا.

## أعمال

### أفلام
- (2011) في أرض الدم والعسل[2]

## وصلات خارجية
- ميلوس تاموتاجيفاس على موقع IMDb (الإنجليزية)
- ميلوس تاموتاجيفاس على موقع قاعدة بيانات الأفلام العربية
- ميلوس تاموتاجيفاس على موقع ألو سيني (الفرنسية)
- ميلوس تاموتاجيفاس على موقع أول موفي (الإنجليزية)
- ميلوس تاموتاجيفاس على موقع قاعدة بيانات الفيلم (الإنجليزية)
- ميلوس تاموتاجيفاس على موقع كينوبويسك (الروسية)